# City of Ashes
City of Ashes är skriven av Cassandra Clare och är den andra boken i ungdomsbokserien The Mortal Instruments. Den publicerades för första gången i USA den 25 mars 2008. I november 2013 kom boken ut på svenska med titeln Stad av aska.

## Handling
Clarys förhoppningar för ett lugnt liv har lagts på is efter att ha konstaterat att Jace är hennes bror, hennes mamma hamnat i koma och hennes far Valentine är fast besluten att förstöra världen. Att upptäcka sanningen om hennes förflutna var bara början, nu dras Clary djupare in i New Yorks underjord med varulvar, vampyrer, demoner och mystiska skuggjägare, när hon nu måste försöka rädda världen.